# هادي المهدي
هادي المهدي صحفي وصانع أفلام ومقدم إذاعي ومسرحي عراقي ولد في مدينة الديوانية، إحدى محافظات الجنوب العراقي. عام 1965 حيث عاش طفولته ونشأ فيها ثم انتقل إلى العاصمة بغداد ليدرس في أكاديمية الفنون ويتخرج منها حاملا شهادة البكالوريوس في الإخراج المسرحي. عاش هادي المهدي حياته متسائلا باحثا عن المعرفة المطلقة. يعرف هادي المهدي نفسه بانه «عراقي اعشق الحياة والحرية والعدل والمساواة والإبداع والجمال». عاش هادي المهدي سنوات كثيرة خارج العراق نتيجته مواقفه في معارضة النظام الدكتاتوري العراقي، ابان الحكم البعثي وعاد إلى العراق بعد سقوط النظام وبدأ هو ومجموعة من اصدقائه في نشر الوعي بالديمقراطية الجديدة من أجل بناء عراقي قوي. تعرض للاعتقال والتعذيب من المخابرات العراقية في عام 2011. اغتيل المهدي في منزله في سبتمبر 2011 على يد عناصر مجهولة.

## أعماله
اخرج هادي المهدي العديد من الأعمال المسرحية كان اخرها مسرحية هاملت تحت نصب التحرير وهي مسرحية تحتوي على إسقاطات ماخذوة من الواقع العراقي واصل المسرحية مقتبسا عن مسرحية هاملت للاديب الإنكليزي الشهير ويليام شكسبير. كان له في المهجر ابداعات عديدة ابان تواجده هناك، حيث قدم في المسرح القومي بدمشق مسرحيات (دم شرقي، سيدة الفجر، دائما وابداً) وقدم في مملكة الدانمارك مسرحيتي (طقوس الدم ودم شرقي). كما ان للمهدي أفلام قصيرة منها (يوم الجمعة، الحمامة، لا تسرق روحي) وفلمين روائيين طويلين باللغة الكردية هما (الشمس 2000، سيدة الفجر 2005) كما له العديد من الأعمال التلفزيونية اخرها زمن الندى.
للمهدي ثلاث كتب مطبوعة هي (نصوص خشنة، الحياة تبدا غداَ، الطقس المسرحي المعاصر وصياغته). كما عمل مديراً لقسم الدراما في قناة كردستان وفي راديو دجلة اف ام. وكان له برنامج اذاعي يبث ثلاث مرات في الاسبوع على اذاعة ديموزي اف.ام يحمل عنوان (يا سامعين الصوت).

## افكار هادي المهدي
كان هادي المهدي كما الكثير من أبناء العراق قد عاش حياته في اولها وفق ما نشأ عليه من موروث إلا أن حبه للحياة والتفكير الطويل والقراءة النهمة جعله يختار طريق الحرية ومحاربة الأفكار الموروثة التي وجد فيها حجابا اسود على عقول الجيل الجديد لذا نشط المهدي في حضور وتنظيم الجلسات الداعية للتحرر والليبرالية.
يعتبر هادي المهدي واحداً من مؤسسي حركة التظاهرات الجماهيرية التي شهدتها العاصمة العراقية بغداد منذ 25 شباط 2011 للمطالبة بالإصلاح والتغيير وتوفير الخدمات وهو المحرك الأساسي للتظاهرات الشعبية في التاسع من ايلول 2011 كما يعد من أهم ناشطي الفيسبوك العراقيين.

## الاعتقال
اعتقل المهدي من قبل القوات الأمنية بعد تظاهرات شباط هو ومجموعة من زملائه حين كانوا جالسين في مطعم الطرف في منطقة الكرادة داخل وعلى اثرها تقدم هادي المهدي بشكوى ضد القائد العام للقوات المسلحة جراء تعرضه للاختطاف والاعتقال بدون أي امر قضائي وتعرضه للإهانة والضرب وتعرضه لكدمة خطيرة في راسه وورم في ساقه اليسرى.

## الاغتيال
تم العثور على الفنان هادي المهدي مقتولاً ب مسدس كاتم للصوت في شقته الواقعة في العاصمة العراقية صباح الثامن من ايلول 2011 وما زالت هوية القاتل مجهولة.
قام العديد من محبي واصدقاء بتشييع هادي المهدي تشييعاً رمزياً له وهم يرددون كاتم الصوت بوطني يغتال كل من وطني (كاتم الصوت في وطني يغتال كل الوطنيين) في ساحة التحرير أكبر ساحات العاصمة بغداد بالرغم من تعرض المشيعين إلى العديد من المضايقات من قبل قوات رئيس الوزراء العراقي.
آخر ما كتبه هادي المهدي على صفحته في فيسبوك قبل حوالي ساعة من مقتله، انه يعيش منذ ثلاثة أيام حالة من الرعب وذكر

## روابط خارجية
- هادي المهدي على موقع IMDb (الإنجليزية)